# Республіканська премія імені Тараса Шевченка — лауреати 1969 року
Державні премії УРСР імені Тараса Шевченка в галузі літератури і мистецтва 1969 року були присуджені на засіданні Урядового республіканського комітету по преміях імені Т. Г. Шевченка. Розмір премії — 2500 карбованців.

## Список лауреатів
| Галузь                           | Лауреат | Обґрунтування |
| -------------------------------- | --- | --- |
| Література                       | Головко Андрій Васильович                                                                                  | за роман «Артем Гармаш». |
| Образотворче мистецтво           | Дерегус Михайло Гордійович                                                                                 | за створення картин та ілюстрацій на Шевченківські теми — за серію нових живописних і графічних творів: «Пісня», «Кам'янець-Подільська фортеця», «Старі верби». |
| Образотворче мистецтво           | Трохименко Карпо Дем'янович                                                                                | за створення картин та ілюстрацій на Шевченківські теми — за цикл картин «Моя рідна Батьківщина».                                                               |
| Концертно-виконавська діяльність | Міньківський Олександр Захарович художній керівник Державної Заслуженої капели бандуристів Української РСР | за концертну програму 1966—1968 років. |